# 三陰性乳癌
三陰性乳癌（英語：triple-negative breast cancer，TNBC）也称三阴性乳腺癌，是指缺乏雌激素受体（ER）、孕酮受体（PR）表达与缺乏表皮生长因子受体2（HER2）基因表达的乳癌，临床上一般通过免疫组化确定。这三个基因表达的特征常见于其它乳癌中，却少见于此分型中，如激素治疗等在内的常见乳癌治疗方案往往针对这两种激素受体和HER2基因，因而这些疗法对三阴性乳癌患者一般无效。目前主要采取化疗对该癌症包括转移期在内各个阶段进行治疗。虽然化疗可在病理学意义上完全消除许多三阴性乳腺癌患者的肿瘤，但因复发率较高，对患者预期生存时间改善不大，这一矛盾现象也被称为“三阴性悖论”。与其它药物进行联合治疗已经被临床试验证实有效。在美国，超50%的可选择手术的患者选择了乳房切除术。
三阴性作为一种侵袭性表型，主要表现为基底样或正常乳腺样肿瘤，90%为单灶性浸润性导管癌。该型癌症易发转移，复发较多且较早，缺乏获批准的靶向治疗方法。该型癌症具有高度异质性，因此可能并非单一疾病，而是不同疾病之集合，依据组织学、细胞起源、突变、转移潜能、疾病进展、治疗反应和临床结果等，还可以分出可以采取不同治疗策略的亚型，如针对BRCA突变的患者已经出现PARP抑制剂等靶向治疗药物。不同亚型对药物的反应也不同，如病人无BRCA1/2突变或有肿瘤浸润淋巴细胞浓度增加，则已有试验证实卡铂联合紫杉醇进行新辅助化疗效果更好。对于不同亚型的预后也会有所差异，诺丁汉预后指数可以帮助进行预后判断，但需要更激进治疗者除外。

## 风险因子
该症的风险因子的研究仍然受限于对三阴性乳癌的分型研究与人口统计数据。其在美国乳癌病例中占15%左右，在亚洲的乳癌病例中占10-17%。多发于年轻女性，可能与BRCA1基因突变相关。非洲裔、西班牙裔等群体在内特定族裔呈现高发，可能与较差社会经济地位相关。肥胖亦为该疾病的风险因子，身高体重指数较高者易患病。对于不到40岁的女性群体，长期口服避孕药物是否促进该型癌症发生，目前试验数据的结果尚存矛盾。

## 分型及临床意义
在美国，免疫组学结果显示激素受体1%阳性以下的乳癌患者视为三阴性患者，过去视为三阴性的对1-10%的阳性表达患者进行激素治疗仍然显示有效，但针对三阴性分型的靶向治疗药物是否适用与此类病人难以判断。
依照病理组织学、基因组学等，三阴性乳腺癌可以分为若干种分型。

### BRCA基因
BRCA基因突变携带者易感于乳腺癌、卵巢癌、胰腺癌和前列腺癌等多种癌症，携带该突变是三阴性乳癌的风险因子之一。波兰和澳大利亚的研究显示，BRCA突变者占三阴性乳癌群体的10%左右。现有试验表明，BRCA1突变群体采取添加顺铂的新辅助化疗之效果较其他群体更优，双侧乳房摘除和卵巢摘除对BRCA1基因突变效果亦较好。
超八成的三阴性乳癌表达突变p53蛋白，阻碍正常的DNA修复，突变之p53蛋白被视为三阴性乳癌的病因。用PARP抑制剂诱导DNA单链断裂，破坏无法修复DNA损伤的癌细胞之DNA，可清除肿瘤的发生，而对于有DNA损伤修复能力的普通细胞而无害。BRCA1/2介导了同源重组，对BRCA1/2突变携带者使用PARP抑制剂，可以致使肿瘤细胞死亡，目前以合成致死性的理论解释之，即正常之BRCA和PARP同时缺失可以致死。相关药物已经进入临床试验阶段并针对BRCA突变者有较好疗效。

### 病理组织学
病理组织学的分型有助于预后的判断和药物试验的筛选。浸润性导管癌是最常见的形态，转移率高，预后较差。采用苏木素-伊红染色可以识别腺样囊性癌，该分型较其它三阴性乳癌增殖率较低，预后较好。髓样癌较为罕见，淋巴结很少受累，一般预后良好。化生性的形态亦罕见，多发于老年人，化疗效果差，患者诊断后平均生存期不足一年。
此外，以组织学方法进行染色可以识别雄激素受体表达阳性者，占三阴性患者数量的四分之一左右。雄激素能促发乳房肿瘤发生，高血浆雄激素水平的女性在绝经后更易患乳腺癌，已证实雄激素可以在动物实验、体外细胞系中诱发癌症，体重指数增加、饮酒和吸烟可能与体内雄激素水平上升有关。雄激素受体表达阳性的三阴性乳癌患者总生存率较高，预后较好。使用雄激素抑制剂靶向治疗三阴性乳腺癌已经进入临床试验阶段。

### 分子特征
三阴性主要为临床用语，基底样为cDNA微阵列定义的分子表型。基底样和三阴性两个术语被交替使用但有所差异，基底样分型占据三阴性乳癌的70-80%，基底样基因表达可能是三阴性乳癌患者之间的主要生物学差异。依照基因表达图谱，三阴性乳癌大致可以分为基底样、非基底样、Claudin-low型或基底样免疫激活、基底样免疫抑制、雄激素受体表达、间叶细胞等分型，以及其它的分类方法。不同分型间显示出的免疫调节、雄激素信号、生长因子通路等差异为药物研发提供了靶点。